# Distrito de Anse aux Pins
Anse aux Pins es un distrito administrativo de las islas Seychelles situado en la isla de Mahé. 

## Geografía
Su escasa altura sobre el nivel del mar hace que sean frecuentes las inundaciones de la misma en las épocas lluviosas. 

## Clima
El clima es cálido y lluvioso y la temperatura oscila los 20 °C.

## Economía
Su economía depende de la pesca y el turismo. Al igual que el resto del país.
- Datos: Q569458